# Pałac w Modzurowie
Pałac w Modzurowie – neogotycki pałac położony we wsi Modzurów w województwie śląskim, w powiecie raciborskim, w gminie Rudnik. 

## Opis
Został wybudowany w 1864 roku przez rodzinę von König. We wnętrzach obiektu częściowo zachowano dawny wystrój. Szczególną uwagę zwraca bogato zdobiony elementami roślinnymi witraż sklepienia w holu. Obecnie pałac użytkowany jest przez Stację Hodowli Roślin. Budynek otoczony jest z zewnątrz parkiem krajobrazowym z aleją grabową oraz egzotycznymi okazami drzew. Znajduje się w nim m.in. płyta nagrobkowa Victora von Königa, późnoklasycystyczne mauzoleum z połowy XIX wieku, będące obecnie w ruinie, a także zbudowana na planie prostokąta z półkolistym zamknięciem neogotycka kapliczka z 1890 roku z wbudowanym kamiennym maswerkiem pochodzącym z okna dawnego kościoła w Modzurowie, a datowanym na rok 1300. Pałac został wpisany do rejestru zabytków.

## Galeria

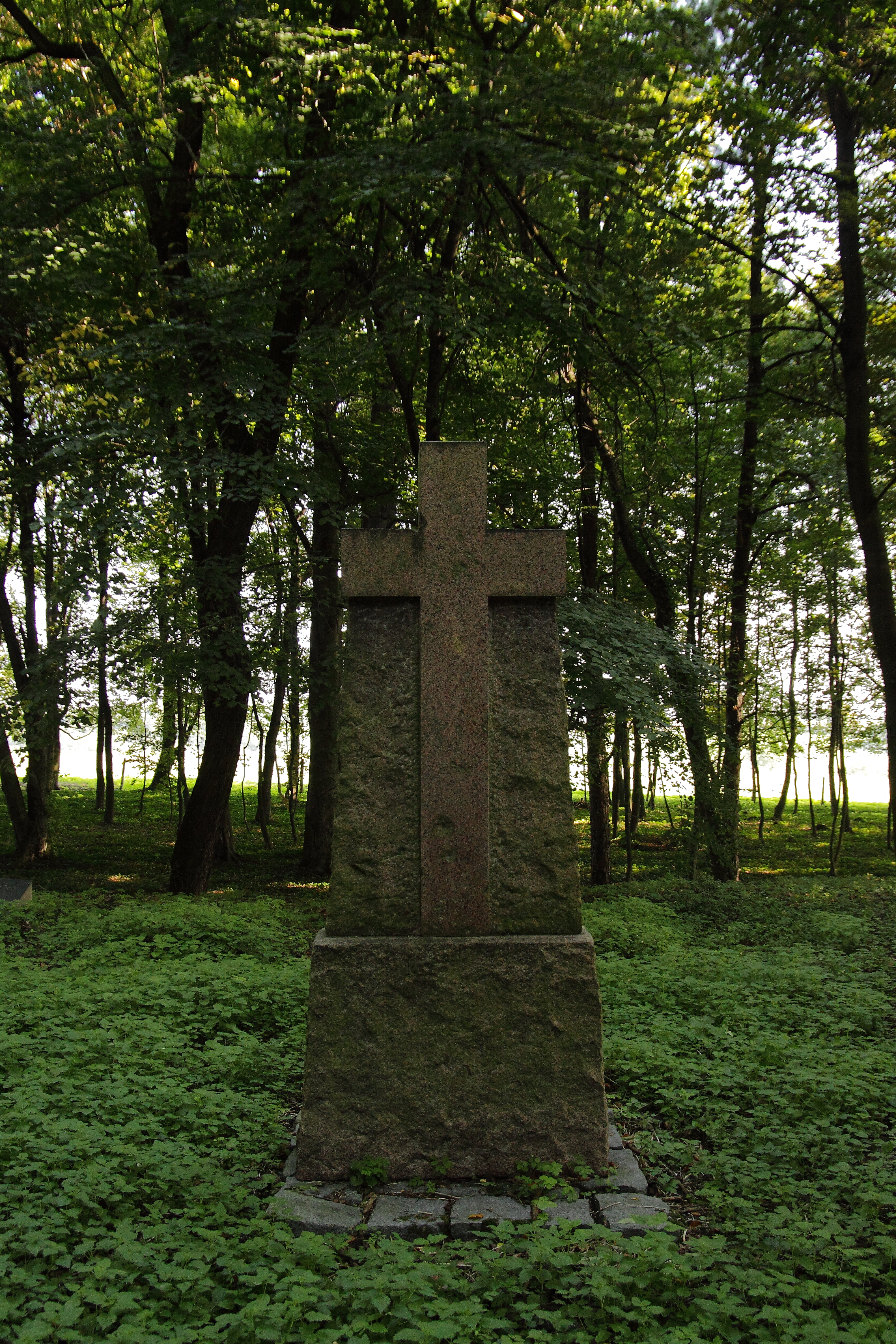
Grób Victora von Konig
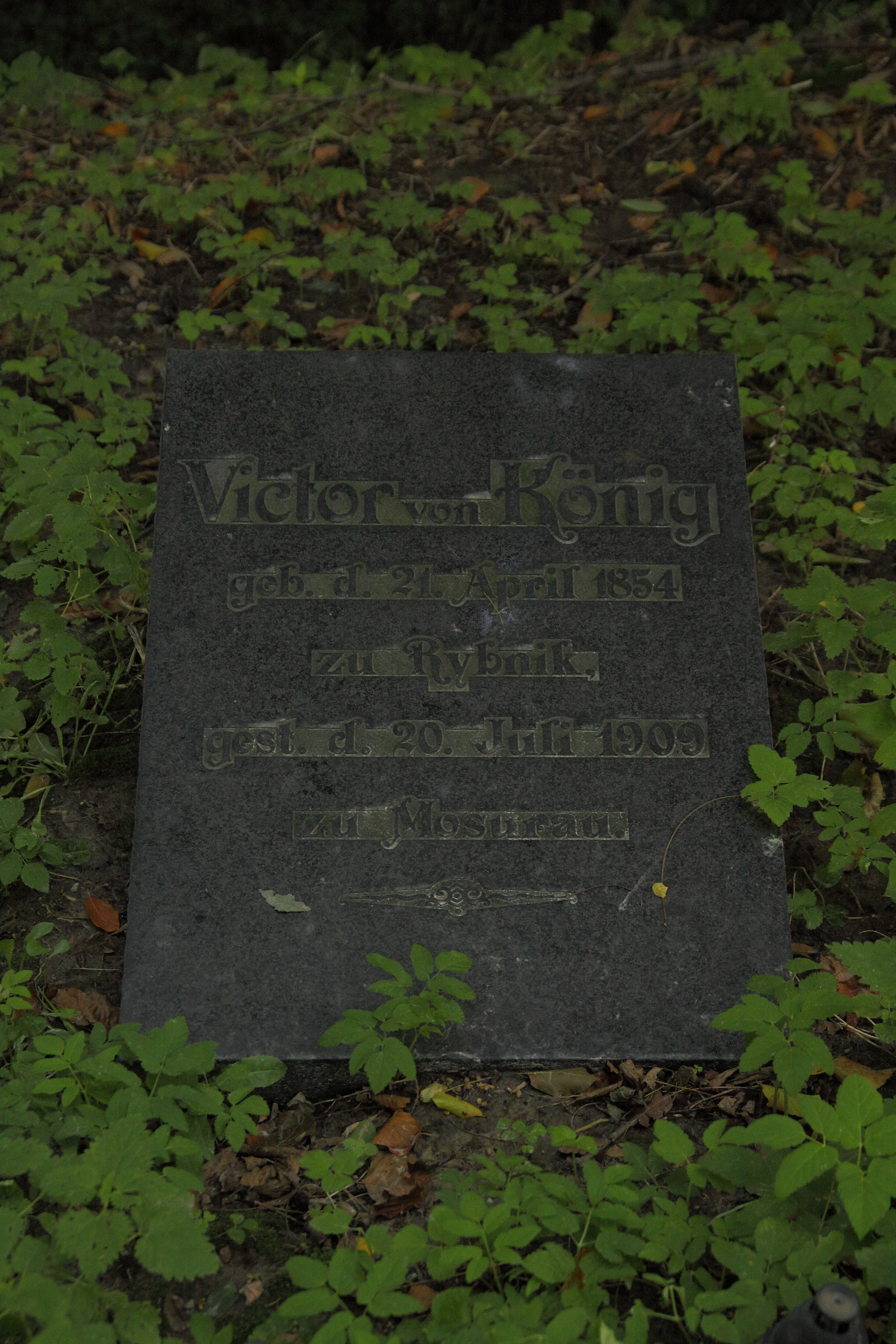
Tablica nagrobna Victora von Konig
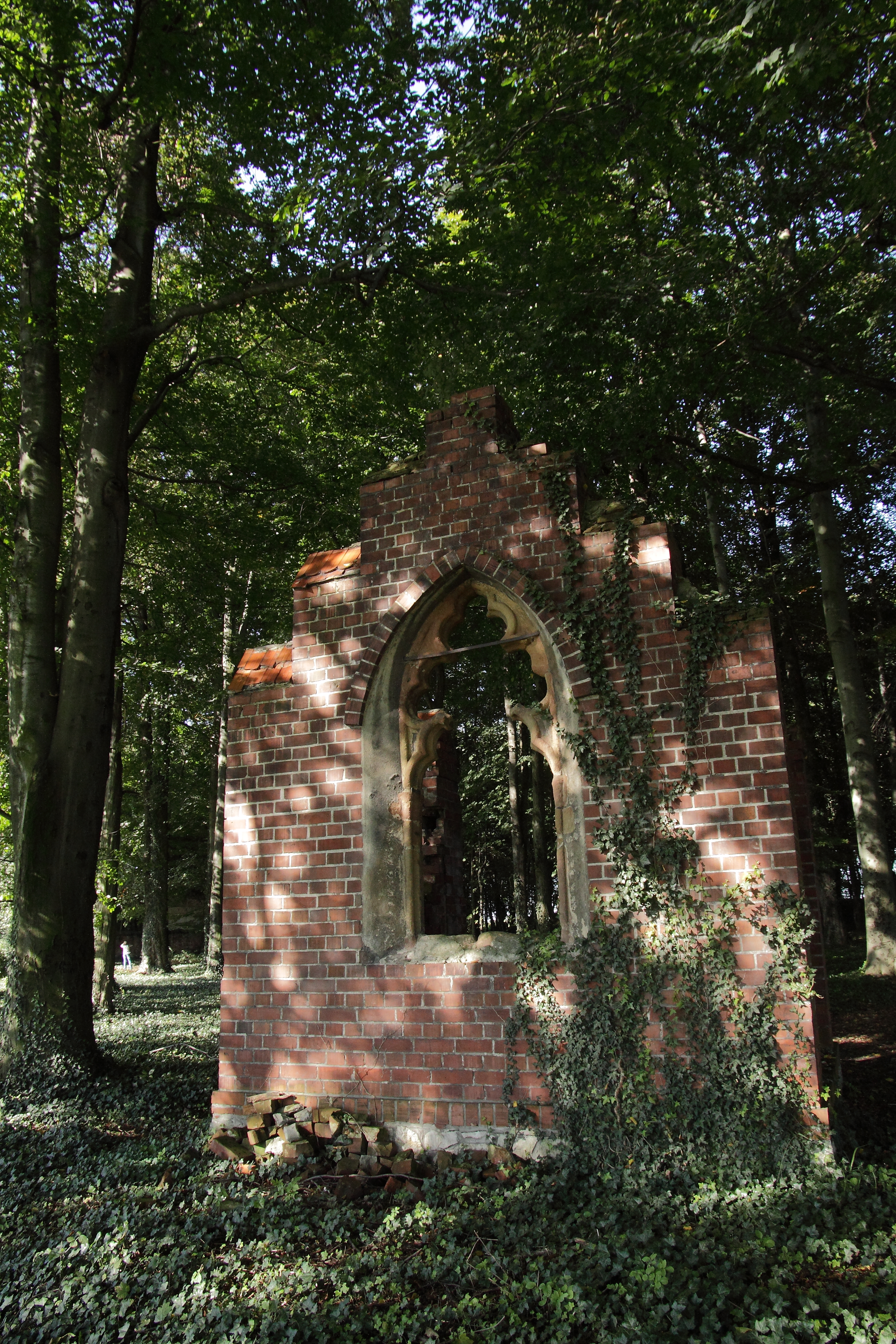
Neogotycka kapliczka w parku
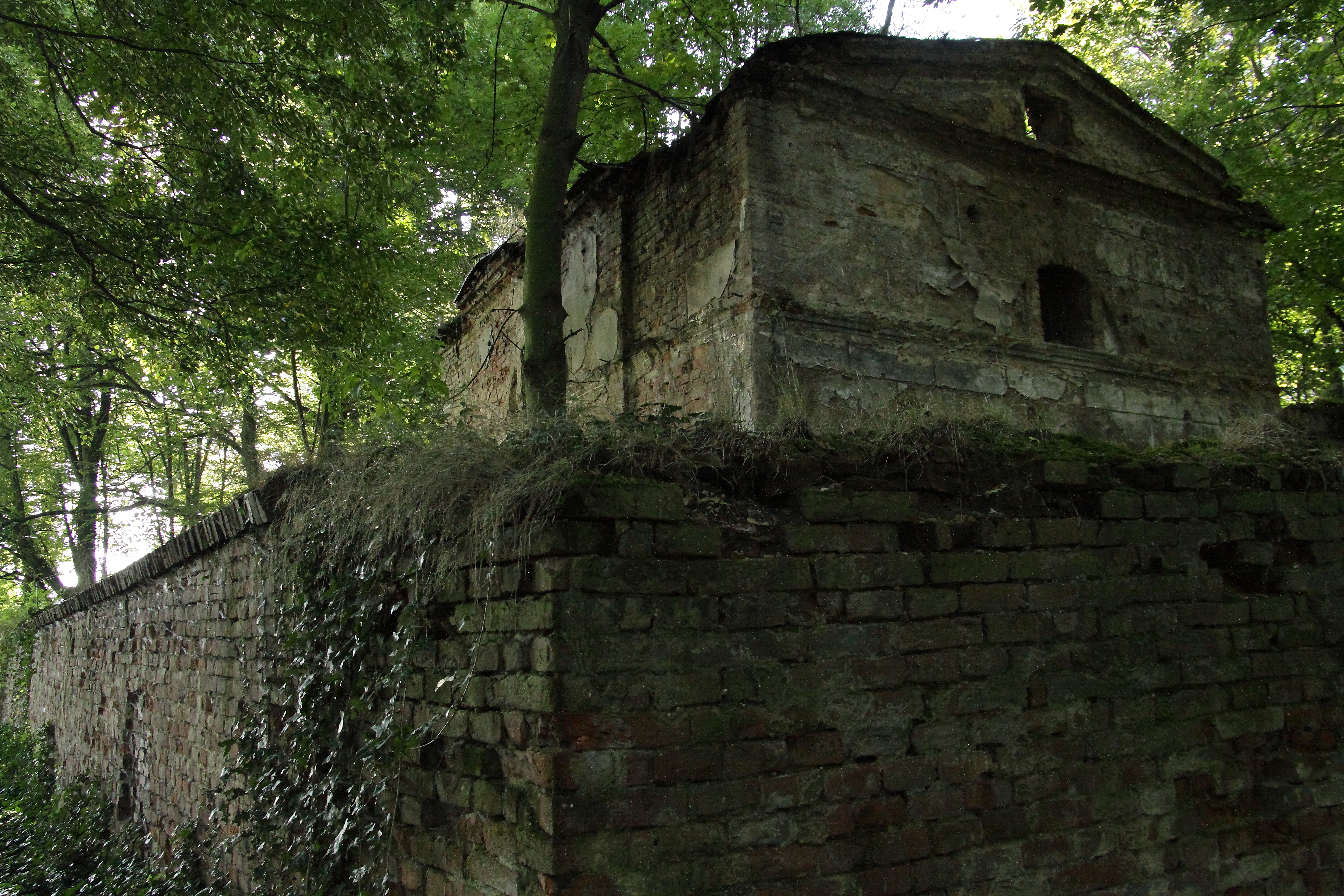
Mauzoleum